# 4,6 × 36 mm CETME
Die 4,6 × 36 mm CETME ist eine Patrone, die für das Experimentalsturmgewehr HK36 der deutschen Firma Heckler & Koch um 1971 von CETME (Centro de Estudios Técnicos de Materiales Especiales) entwickelt wurde.
Zur Erhöhung der Durchschlagsleistung war für das Geschoss ein Hartkern aus Wolframcarbid vorgesehen. Die weitere Entwicklung wurde dann 1976 zugunsten der hülsenlosen Patrone 4,7 mm für das G11 von Heckler & Koch eingestellt.